# Sander Puri
Pour les articles homonymes, voir Puri (homonymie).
Sander Puri, né le 7 mai 1988 à Tartu en RSS d'Estonie, est un footballeur estonien. Il évolue depuis février 2015 avec le club irlandais des Sligo Rovers.

## Biographie

### Levadia Tallinn (2005 - 2009)
En 2005 à l'âge de 16 ans, Puri commence sa carrière professionnelle avec le FC Levadia Tallinn. Il marque son premier but en championnat le 1er juin 2005 sur une victoire 2 buts à 0 face au FC Kuressaare. Le 30 juillet 2007 Puri et son frère jumeau Eino Puri ont signé pour un prêt de 6 mois au JK Viljandi Tulevik. Puri y a joué 14 matchs et y a inscrit 4 buts. Sander Puri était très proche de signer a deux reprises pour le club de Bundesliga Borussia Dortmund en 2008 ainsi que dans le club Écossais du Celtic Glasgow fin 2009.

### AEL Larissa (2010 - 2011)
Le 14 décembre 2009, Puri signe un contrat de 5 ans avec le club grec AEL Larissa. Le 18 mars 2010, Puri marque le but vainqueur face au PAOK Salonique lors des dernières minutes du match. Cependant lors de sa seconde saison, La place en équipe première de Puri a été de plus en plus comprise, dû au constant changement d'entraîneur, ce qui en fait une raison à ces 10 apparitions avec l'équipe première ainsi que ces deux prêts.
Puri quitte le club le 31 janvier 2012, lorsque son contrat a été résilié d'un accord commun du fait du changement constant d'entraîneur.

### Prêts: Korona Kielce et Lombard-Pápa (2011)
En janvier 2011, Puri est prêté dans le club polonais du Korona Kielce jusqu'à la fin de la saison. Après son départ, Puri dit vouloir rejoindre un club en Pologne, pour s'éloigner de la Grèce, en raison de son manque de temps de jeu dû au changement constant d'entraîneur. Puri fait ses débuts avec le club lors d'un match nul face au Zagłębie Lubin le 26 février 2011 et marque son premier but lors d'un match nul face au Polonia Bytom. Il effectue que huit apparences avec le club à cause de blessures,.
En juillet 2011, Puri est prêté au club hongrois Lombard-Pápa. Le 23 juillet 2011, Puri fait ses débuts avec le club sur une victoire 2 buts à 0 face au BFC Siófok. Puri marque son premier but le 21 septembre 2011 lors du troisième tour de la coupe de Hongrie lors d'une victoire 10 buts à 0 Győrszemere KSK. Le contrat de prêt a été résilié d'un accord commun le 19 janvier 2012 après avoir passé 6 mois dans le club. Dans le club Lombard-Papa, Puri a fait quatorze apparition toutes compétitions confondues.

### Kuopion Palloseura (2012-2013)
Puri a rejoint le club finlandais Kuopion Palloseura le 27 mars 2012. Avant de signer son contrat, Puri a été mis à l'essai par le club. Après avoir manqué les cinq premiers matchs, Puri a fait ses débuts avec le club sur une défaite 2 buts à 0 face au champion en titre Helsingin Jalkapalloklubi. En deux matchs consécutifs, Puri a marqué le 11 juin 2012 et le 25 juin 2012 face a respectivement Jyväskylän Jalkapalloklubi et IFK Mariehamn.
Lors du match aller du troisième tour de la Ligue Europa face au Bursaspor, Puri marque l'unique but du match, ce qui donne un avantage pour le match retour. Toutefois, Bursaspor a remporté le match retour sur un score de 6 buts à 0 ce qui élimine le club de Puri de la Ligue Europa sur un score cumulé de 6 buts pour Bursaspor et 1 but pour Kuopion Palloseura. Une semaine après l'élimination du club en Ligue Europa, Puri a marqué un but de la victoire face à Myllykosken Pallo-47 en demi-finale de la Coupe de Finlande, ce qui envoie le club en finale de cette coupe. Cependant, lors de la finale, Puri a reçu un carton rouge, et le club a perdu face à FC Honka.
Le 12 décembre 2012, il est annoncé que Puri sera libéré par le club après une unique saison.
Après avoir été libéré par le Kuopion Palloseura, Puri a été contacte par le club bulgare Beroe Stara Zagora, qui lui a proposé un contrat, mais celui-ci a refusé l'offre.

### Saint Mirren (2013)
Le 15 mars 2013, Puri signe un contrat jusqu'à la fin de la saison 2012-2013 avec le club écossais du Saint Mirren FC, malgré l'intérêt de l'un des rivaux du championnat Kilmarnock FC qui n'a pas offert un contrat à la suite d'un essai,. Puri fait ses débuts le 31 mars en tant que remplaçant de Esmaël Gonçalves sur un match nul face au Celtic Glasgow. Lors du match nul face au Motherwell FC le 6 avril 2013, Puri effectue une passe décisive pour Connor Newton, qui marque le but égalisateur, Puri est remplacé à la mi-temps. L’entraîneur Danny Lennon exiplique que le remplacement de Puri a été effectué pour des « raisons tactique ». Puri est libéré par le club le 15 mai 2013. Auparavant, il avait déclaré qu'il voulait rester à Saint Mirren pour la saison prochaine, après s'être installé au club.

### York City (2013-2014)
Puri signe pour le club anglais York City pour un contrat de deux ans le 13 juin 2013. Il a fait ses débuts à domicile sur une victoire 1 but à 0 face à Northampton Town le 3 août 2013. Il est libérer par York City en mai 2014.

### Sligo Rovers (2015)
Le 1er février 2015, Puri signe avec le club irlandais Sligo Rovers après un essai réussi.

### MFK Karviná (2016)
Puri signe avec le club tchèque MFK Karviná le 18 février 2016.

### JK Nõmme Kalju (2016)
En août 2016, Puri retourne en Estonie en signant un contrat avec le club JK Nõmme Kalju.

## Carrière
| Saison                | Club                  | Championnat             | Championnat | Championnat | Coupe nationale | Coupe nationale | Coupe de la Ligue | Coupe de la Ligue | Compétition(s) continentale(s) | Compétition(s) continentale(s) | Compétition(s) continentale(s) | Estonie | Estonie | Total | Total |
| Saison                | Club                  | Division                | M.          | B.          | M.              | B.              | M.                | B.                | Comp.                          | M.                             | B.                             | M.      | B.      | M.    | B.    |
| 2004                  | Tartu SK-10 II        | IV Liiga                | 18          | 12          | -               | -               | -                 | -                 | -                              | -                              | -                              | -       | -       | 18    | 12    |
| 2005                  | FC Levadia Tallinn    | Meistriliiga            | 14          | 2           | -               | -               | -                 | -                 | -                              | -                              | -                              | -       | -       | 14    | 2     |
| 2006                  | FC Levadia Tallinn    | Meistriliiga            | 6           | 1           | -               | -               | -                 | -                 | C3                             | 2                              | 0                              | -       | -       | 8     | 1     |
| 2007 - juil. 2007     | FC Levadia Tallinn    | Meistriliiga            | 1           | 0           | -               | -               | -                 | -                 | -                              | -                              | -                              | -       | -       | 1     | 0     |
| juil. 2007 - 2007     | JK Tulevik Viljandi   | Meistriliiga            | 14          | 4           | -               | -               | -                 | -                 | -                              | -                              | -                              | -       | -       | 14    | 4     |
| 2008                  | FC Levadia Tallinn    | Meistriliiga            | 34          | 10          | -               | -               | -                 | -                 | C1                             | 2                              | 0                              | 10      | 1       | 46    | 11    |
| 2009                  | FC Levadia Tallinn    | Meistriliiga            | 19          | 10          | -               | -               | -                 | -                 | C1/C3                          | 5                              | 0                              | 7       | 1       | 31    | 11    |
| déc. 2009 - 2010      | AEL Larissa           | Superleague Elláda      | 11          | 1           | -               | -               | -                 | -                 | -                              | -                              | -                              | 5       | 0       | 16    | 1     |
| 2010 - janv. 2011     | AEL Larissa           | Superleague Elláda      | 10          | 0           | 2               | 0               | -                 | -                 | -                              | -                              | -                              | 5       | 0       | 17    | 0     |
| janv. 2011 - 2011     | Korona Kielce         | Ekstraklasa             | 8           | 1           | -               | -               | -                 | -                 | -                              | -                              | -                              | 6       | 0       | 14    | 1     |
| 2011 - janv. 2012     | Lombard-Pápa TFC      | NB I                    | 12          | 0           | -               | -               | -                 | -                 | -                              | -                              | -                              | 5       | 0       | 17    | 0     |
| 2012                  | Kuopion Palloseura    | Veikkausliiga           | 19          | 2           | 3               | 1               | 1                 | 0                 | C3                             | 5                              | 1                              | 9       | 0       | 37    | 4     |
| 2013 - mars 2013      | Kuopion Palloseura    | Veikkausliiga           | -           | -           | -               | -               | -                 | -                 | -                              | -                              | -                              | 1       | 0       | 1     | 0     |
| mars 2013 - juin 2013 | Saint Mirren          | Scottish Premier League | 3           | 0           | -               | -               | -                 | -                 | -                              | -                              | -                              | 4       | 1       | 7     | 1     |
| 2013 - 2014           | York City             | League Two              | 3           | 0           | 2               | 0               | 1                 | 0                 | -                              | -                              | -                              | 5       | 0       | 11    | 0     |
| 2015                  | Sligo Rovers          | Airtricity League       | 27          | 4           | -               | -               | -                 | -                 | -                              | -                              | -                              | 7       | 1       | 34    | 5     |
| 2015 - 2016           | MFK Karviná           | Druhá Liga              | 9           | 2           | -               | -               | -                 | -                 | -                              | -                              | -                              | 5       | 0       | 14    | 2     |
| 2016                  | JK Nõmme Kalju        | Meistriliiga            | 13          | 2           | 1               | 0               | -                 | -                 | -                              | -                              | -                              | -       | -       | 14    | 2     |
| Total sur la carrière | Total sur la carrière | Total sur la carrière   | 221         | 51          | 8               | 1               | 2                 | 0                 | -                              | 14                             | 1                              | 69      | 4       | 314   | 57    |

## Palmarès
FC Levadia Tallinn
- Champion d'Estonie : 2006, 2008, 2009
- Vainqueur de la Coupe d'Estonie : 2005